# Менцинка (Нижньосілезьке воєводство)
Менцинка (пол. Męcinka, нім. Herrmannsdorf) — село в Польщі, у гміні Менцинка Яворського повіту Нижньосілезького воєводства.
Населення — 795 осіб (2011).
У 1975-1998 роках село належало до Легницького воєводства.

## Демографія
Демографічна структура станом на 31 березня 2011 року:
|          | Загалом | Допрацездатний вік | Працездатний вік | Постпрацездатний вік |
| -------- | ------- | ------------------ | ---------------- | -------------------- |
| Чоловіки | 389     | 86                 | 266              | 37                   |
| Жінки    | 406     | 82                 | 237              | 87                   |
| Разом    | 795     | 168                | 503              | 124                  |